# Steffen Mohr

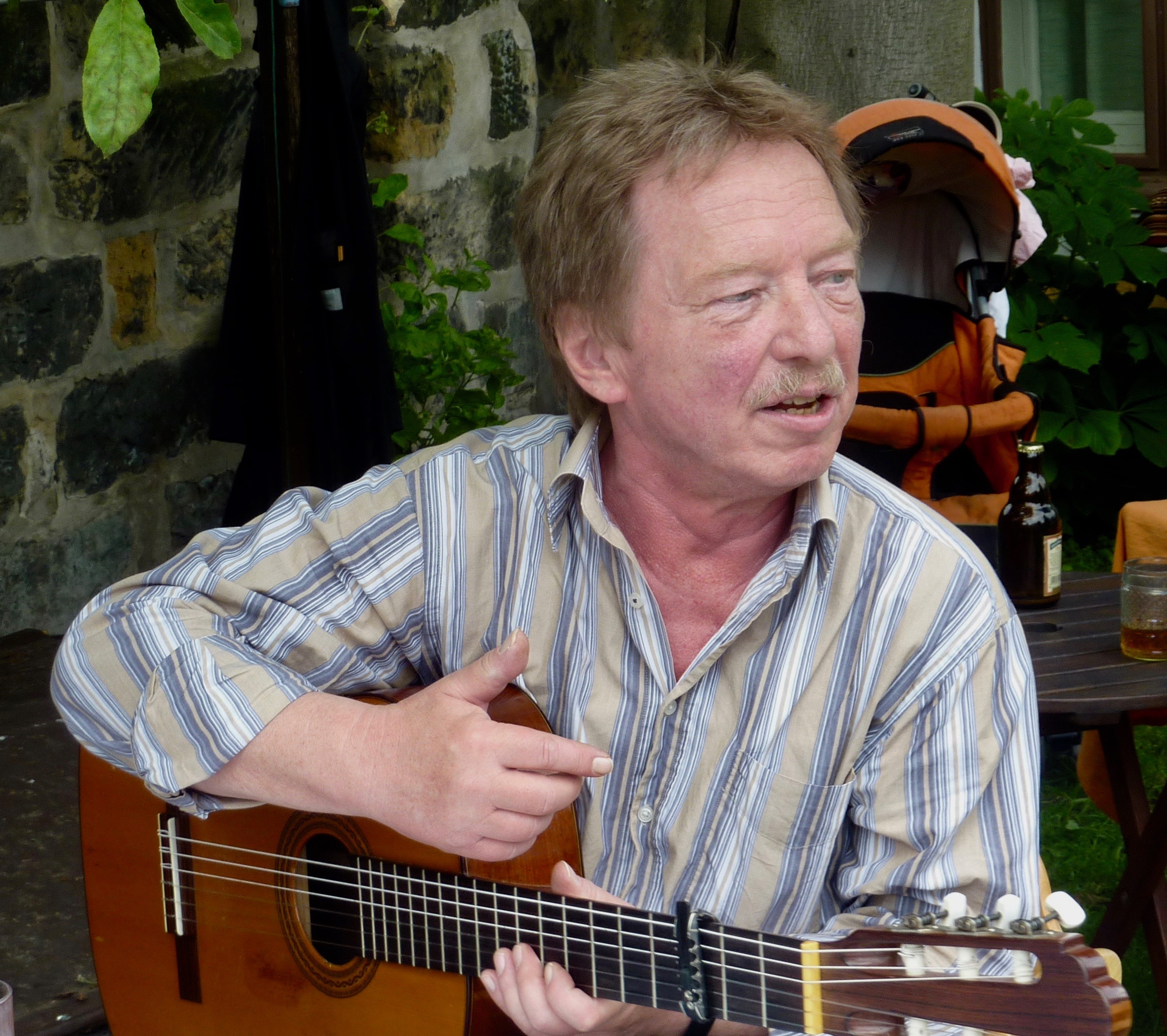
Steffen Mohr, Dresden 2010

Steffen Mohr (* 24. Juli 1942 in Leipzig; † 17. Januar 2018 in Leipzig) war ein Schriftsteller in der DDR und im wiedervereinigten Deutschland. Er wurde einer breiteren Öffentlichkeit vor allem durch seine Kriminalromane und wöchentlichen Rätselkrimis bekannt.

## Leben und Werk

### Kindheit bis Tod
Steffen Mohr wurde als einziger Sohn des Reichsangestellten und Buchhalters Johann Konrad Mohr und der Buchhalterin und Hausfrau Anna Elisabeth Mohr, geb. Scholz, am 24. Juli 1942 in Leipzig geboren und von der Mutter allein aufgezogen. Der Vater war im Krieg und fiel am 23. Februar 1945 an der Ostfront (Königsberg). Steffen Mohr wurde katholisch erzogen und fühlte sich schon als Kind zum Schreiben und Theater hingezogen. Steffen Mohr wohnte zeitlebens mit wenigen Unterbrechungen (u. a. Dresden) in Leipzig - Lößnig. Er verstarb am 17. Januar 2018. Sein Grab findet man auf dem Friedhof Leipzig-Connewitz.
Mohr war Vater von sieben Kindern (vier Töchter und drei Söhne) von vier Frauen. Außerdem zeigte er sich in seiner letzten Lebensdekade zuständig für eine Ziehtochter und deren Tochter. Verheiratet war er zweimal. Zwei seiner Lebenspartnerinnen waren Bibliothekarinnen. Einer der Söhne ist auch unter die Autoren gegangen (unter dem Pseudonym Francis Mohr). Mohr war leidenschaftlicher Raucher, spielte Gitarre und speiste oft zu Abend in seiner Lieblings-Szene-Gaststätte Waldfrieden in Leipzig-Connewitz.

### Studium und Beruf
1948 - 56 Besuch der 7. Grundschule in Leipzig. 1960 Abitur an der Herder-Oberschule Leipzig. 1960 Abbruch (nach 6 Wochen) eines Theologiestudiums. Danach bis 1962 Hilfsarbeiter, Schauspieler (u. a. bei der Evangelischen Spielgemeinde Leipzig), elektrischer Prüfer und Briefträger. 1962 bis 1966 Studium mit Diplom-Abschluss in Theaterwissenschaften an der Theaterhochschule Leipzig. 1966 bis 1967 Regieassistent mit Spielverpflichtung am Theater der Jungen Welt in Leipzig. 1967 bis 1968 Kulturredakteur beim Sächsischen Tageblatt in Dresden. 1968 bis 1969 Arbeit als Dramaturg beim DDR-Fernsehfunk (Berlin-Adlershof). 1970 bis 1971 freischaffender Autor für das DEFA-Trickfilmstudio und zwei Dresdner Arbeitertheater. 1970 bis 1973 Diplom am Institut für Literatur „Johannes R. Becher“ in Leipzig mit „besonderen Fähigkeiten in der Prosa“. 1973 bis 1975 Mitarbeit in der Öffentlichkeitsarbeit des Leipziger Zoos. Ab 1975 freischaffender Schriftsteller und Mitgliedschaft im Schriftsteller-Verband der DDR. Seitdem Schriftsteller, Autor, Musiker und Moderator für Buch, Zeitung, Hörfunk, Fernsehen, Kabarett, Liedprogramme und Printmedien.

### Künstlerisches Werk

#### Ost-West-Krimi 1988/89 mit -ky
Einmalig ist der gemeinsam mit Horst Bosetzky (Pseudonym -ky) noch vor der Wende geschriebene ostwestdeutsche Berliner Krimi „Schau nicht hin, schau nicht her“. Es gibt drei Ausgaben: eine westdeutsche vom September 1989, eine fast identische DDR-Ausgabe von 1990 sowie eine spätere von 2009. Die 2009er-Ausgabe beginnt mit einer vierseitigen Einleitung, in der die Autoren den komplizierten Entstehungsprozess in den Jahren 1988 bis 1990 beschreiben. In den Krimi eingeflochten ist auch die Besetzung des Berliner Lenné-Dreiecks im Mai 1988 durch Westberliner Alternative.

#### Theater / Kabarett / Liedermacher
Ende der 60er Jahre spielte er in der DDR-Erstaufführung des Brecht-Stückes Was kostet Eisen? mit, das der Dramatische Zirkel des Grafischen Großbetriebes Völkerfreundschaft beim Leistungsvergleich der Dresdner Laientheater aufführte. Als Autor, Regisseur und Volkskunstleiter führte er in den 60er bis 80er Jahren einige DDR-Amateurtheater-Gruppen, wie die Dramatischen Zirkel des VEB NAGEMA in Dresden oder des Fernmeldewerkes Leipzig. In den Siebziger Jahren war er für 8 Jahre Gründer und Leiter des Leipziger Kabaretts Die Dusterschützen, mit denen er viele Volkskunstpreise gewann. In den 80er Jahren erhielt er mit der Gruppe apropos (später: Leipziger Luft), einer Arbeitertheatergruppe am Jugendclubhaus „J. Lange“ in Leipzig, mehrfach Auszeichnungen auf Theatertreffen der DDR und 1990 den Europäischen Gauklerpreis in Österreich. In den 90er Jahren war er als Autor für Theaterbühnen tätig. So u. a. am Leipziger Privattheater fact (Leitung: Ev Schreiber). Dem Kabarettistischen blieb er u. a. im LSD - Leipziger Sketchduo verbunden, in welchem er mit Uwe Schütz in den 90er Jahren mehrere Programme auf die Bühnenbretter zauberte. Mit der Leipziger Musikerin und Sängerin Anne Mertelsmann brachte er mehrere musikalische Lese-Programme nach der Wende bis in die Zweitausender Jahre zu Gehör. Ab 2002 war er für mehrere Jahre als Dozent im Studium generale an der HTWK Leipzig für „Kabarett und Theater - Schauspiel als Persönlichkeitsbildung“ und inszenierte mit den Studenten Abschluss-Stücke. Beeinflusst hätte ihn das Wirken von Benno Besson, Wolfgang Heise, Peter Hacks und Hans Marquardt. In den sechziger Jahren lernte er Helene Weigel in Berlin noch persönlich am Berliner Ensemble kennen, die eine Arbeit von ihm lobte. Auch begegnete er Besson (Deutsches Theater Berlin), der seinem Schaffen positiv gegenüberstand.

#### Talkshows, Moderation
In den achtziger Jahren schuf und moderierte er über 7 Jahre lang die legendäre, mit Liedermachern, Kleinkünstlern, Schriftstellern, Untergrundkünstlern und Dissidenten gespickte Talkshow Steffens Gäste im Leipziger Kulturhaus Erich Zeigner (im Volksmund: Eiskeller) mit 79 Folgen und die Reihen Nordfenster und Waggon. Es kam zu offenen Stasi-Beschattungen im Eiskeller und einem Verbot von Waggon. Noch im April 1989 wollte eine Stadtbezirksrätin durch Auflagen an ihn und die auftretenden Künstler (wie Vorlage des Vorlesetextes 6 Wochen vor dem Auftritt, Vorlage kompletter Bibliografien und von Werksverzeichnissen) die Talkshow im Eiskeller plattmachen. In seiner schriftlichen Beschwerde an den 1. Sekretär der SED-SBL Süd kann man Mohrs Scharfsinnigkeit und Courage erkennen: „Ich finde, Vertrauen in meine eingeladenen Gäste wäre besser als Reglementierungen auf politstarrer Konzeptionsebene. Diese Reihe mache ich mir und dem Publikum zum Spaße, als Förderung des Meinungsstreits. Sie verblüfft, wie ich weiß, den Klassengegner durch ihren geistigen Freiraum. Wenn ich damit aufhören soll, so lassen Sie es mich schriftlich wissen. Denn wenigstens Sie sollten die Hintermänner kennen, auf deren Weisung Frau ... (die Stadtbezirksrätin) kommandiert, wie sie mir unter Zeugen zugestand. Verzeihen Sie die Direktheit eines Kriminalautoren. Ihr Steffen Mohr.“ Nach der politischen Wende (1989/90) schuf er mit der Talkshow Mohr & Köpfe ein Folgeformat, das im Leipziger Moritzhof erfolgreich fortgeführt wurde.

## Politische und religiöse Prägung
Mohr war ein aktiver Katholik, beeinflusst von liberalen Jesuiten wie Pater Otto Ogiermann oder dem Dominikanerpater Gordian Landwehr. Mit beiden war er zu deren Lebzeiten gut befreundet. Auch wenig angepasste marxistische Lehrer oder der reform-muslimische Autorenfreund und Konvertit Hadayatullah Hübsch lieferten ihm Anregungen. Von 1967 bis 1974 war er Mitglied der LDPD, aus der er aber austrat. Mohr war stets unbequem, erhielt von den DDR-Funktionären aus politischen Gründen mehrere Auftrittsverbote und wurde von der Stasi verhört. In einem Brief an den Botschafter Polens, Dr. J. Marganzki, vom 29.4.14 beschreibt Mohr seine persönliche und politische Haltung: „Bereits zu DDR-Zeiten wurde meine Passion als Schriftsteller und Kabarettist von einer humanen, katholisch geprägten und gegen den Staatskommunismus gerichteten Haltung bestimmt... In den wenigen nächtlichen Stasiverhören, denen ich ausgesetzt war (es waren bloß 24, und auf mich waren 13 Spitzel angesetzt-) half mir die Methode der polnischen Dissidenten, nicht dauerhaft im Gefängnis zu landen - diese kunstvolle Art, den Feind zu lieben und damit zu entmachten. Als Diasporakatholik in der 3. Generation imponierte mir natürlich explizit die katholische Fasson der polnischen Revolutionäre.“ Oft war er privat und künstlerisch in Polen unterwegs. Über die polnische Sprache, die er gut beherrschte, meinte er: „Sie ist die schönste, aber auch die schwierigste der slawischen Sprachen.“ Mit dem Liedtext und Gedicht Mein Lieb, kennst du die Weichsel thematisierte Steffen Mohr den Mord des polnischen Geheimdienstes an dem Priester und Solidarność-Unterstützer Dr. Jerzy Popiełuszko. Insbesondere über seine Vereinsarbeit setzte er sich nicht nur für sich, sondern auch für seine Autorenkollegen in Leipzig und Umgebung ein.

## Preise und Ehrungen
Zu DDR-Zeiten erhielt Mohr eine Vielzahl von Preisen bei Theater- und Kabarett-Treffen. Für seinen oppositionellen Geist und letztlich die Mitgliedschaft in der Gewerkschaft Solidarność in den achtziger Jahren wurde er 2014 in Gdańsk mit der Dankbarkeits-Medaille des Europeiskie Centrum Solidarności geehrt.

## Werke (Auswahl)
- als Harald Eger: Nachts sind alle Katzen grau. 1966. Serie BLAULICHT Nr. 68. Verlag Das Neue Berlin.
- Am Anfang dieser Reise. Eine Liebesgeschichte. 1975. Union Verlag.
- Andi, gib den Ton uns an. 1975. Dt. Verlag für Musik.
- Ein Tag voll Musik. 1976. Dt. Verlag für Musik.
- Verhör ohne Auftrag. Blaulicht Nr. 197. 1979. Verlag das Neue Berlin.
- Die merkwürdigen Fälle des Hauptmann Merks. 1980. Verlag Das Neue Berlin.
- Blumen von der Himmelswiese. 1983. Verlag "Das Neue Berlin". Erster DDR-Krimi ohne ermittelnde Polizei.
- Schau nicht hin, schau nicht her. Gemeinsam mit Horst Bosetzky. Westdeutsche Ausgabe beim Rowohlt Verlag, September 1989. DDR-Ausgabe in Mitteldeutscher Verlag, 1990. Neuauflage als "Berliner Mauerkrimi" im Jaron Verlag, Berlin, 2009. Auch 1990 als Hörspiel mit Lieselotte Rau Regie: Ulrike Brinkmann (Hörspiel – RIAS Berlin)
- Die Leiche im Affenbrotbaum. Kriminalroman. 1992. Heyne.
- Mo(h)ritaten. Lieder eines Galgenvogels. 1996. LKG-Verlag.
- Leselöwen-Rätselkrimis 2. Kindergeschichten. 2002. Loewe-Verlag.
- Mordssachsen. Bde 2-5. 2008 - 2012. Gmeiner Verlag.
- Im Auftrag des Herrn : 45 spannende Rätselkrimis für aufgeweckte Christenmenschen. 2010. Benno.
- Der Tote im Glockenstuhl. Himmlische Kriminalfälle. 2013. Benno.
- Tarcisius. Eine Abenteuergeschichte für Ministranten. 2014. Benno.
- Merks ermittelt in Leipzig. 40 Rätselkrimis. 2014. Gmeiner.
- 24 himmlische Rätselkrimis. Der Adventskalender. 2015. Benno.
- Pater Thomas ermittelt im Auftrag des Herrn - neue himmlische Kriminalfälle. 2017. Benno.

## Fernsehen und Funk
- Frauen mit und ohne. Fernsehfilm. Fernsehen der DDR. 80 min. Drehbuch: Steffen Mohr. Regie: Norbert Büchner. EA am 14.1984 DDR1.
- Schau nicht hin, schau nicht her. Hörspiel. RIAS. 1990.
- Durchgeschlängelt. Hörspiel. Sachsenradio. 44 min. 1991.